# Anna Antonowna Anfinogentowa
Anna Antonowna Anfinogentowa (russisch Анна Антоновна Анфиногентова; * 29. Dezember 1938 in Mineralnyje Wody) ist eine sowjetische bzw. russische Agrarökonomin und Hochschullehrerin.

## Leben
Anfinogentowa studierte am Saratower Ökonomie-Institut mit Abschluss 1962. Nach der dreijährigen Aspirantur verteidigte sie dort 1966 ihre Dissertation über die Anwendung der 
Input-Output-Analyse und die regionale Wirtschaftsplanung mit Erfolg für die Promotion zur Kandidatin der ökonomischen Wissenschaften.
Nach der Arbeit als Ökonomin im Saratower Metallverarbeitungswerk wurde Anfinogentowa Assistentin und 1969 Dozentin am Saratower Ökonomie-Institut, um ab 1976 den Lehrstuhl für Volkswirtschaftsplanung zu leiten. 1977 verteidigte sie ihre Doktor-Dissertation über Probleme des methodischen Aufbaus und der Anwendung der Input-Output-Analyse bei der regionalen branchenübergreifenden Wirtschaftsplanung mit Erfolg für die Promotion zur Doktorin der ökonomischen Wissenschaften 1978. Ab 1978 lehrte sie am Lehrstuhl für Volkswirtschaftsplanung des Moskauer Plechanow-Wirtschaftsinstituts mit Ernennung zur Professorin 1980.
Ab 1980 leitete Anfinogentowa den Sektor für Planungsmethodologie des Saratower Instituts für sozial-ökonomische Entwicklungsprobleme des Agrarindustrie-Komplexes der Akademie der Wissenschaften der UdSSR (AN-SSSR, seit 1991 Russische Akademie der Wissenschaften (RAN)), das dann das Institut für Agrarprobleme der RAN wurde. Sie wurde 1989 Vizedirektorin und 1990 Direktorin des Instituts.
Anfinogentowa wurde 1991 zum Korrespondierenden Mitglied der RAN und  zum Korrespondierenden Mitglied der Sowjetischen Akademie für Landwirtschaftswissenschaften (seit 1992 Russische Akademie der Agrarwissenschaften) gewählt. Die Wahl zum Vollmitglied der RAN erfolgte 2000-

## Ehrungen, Preise
- Orden der Freundschaft (1999)[5]
- Medaille des Verdienstordens für das Vaterland II. Klasse (2010)[6]